# Anolis heterodermus
Anolis heterodermus (плаский андійський аноліс) — вид ігуаноподібних ящірок родини анолісових (Dactyloidae). Мешкає в Еквадорі і Колумбії.

## Поширення і екологія
Пласкі андійські аноліси мешкають в горах Західного, Центрального та Північного хребтів Колумбійських Анд, а також в Еквадорських Андах в провінції Карчі. Вони живуть на високогірних луках, порослих чагарниками, а також у перехідній зоні між луками та гірськими лісами, серед ліан. Зустрічаються на висоті від 1300 до 3600 м над рівнем моря.